# Dope (Tyga)
Dope è un singolo del rapper statunitense Tyga, pubblicato il 15 gennaio 2013 su etichetta Young Money Entertainment.

## Tracce
1. Dope – 3:45